# とり野菜

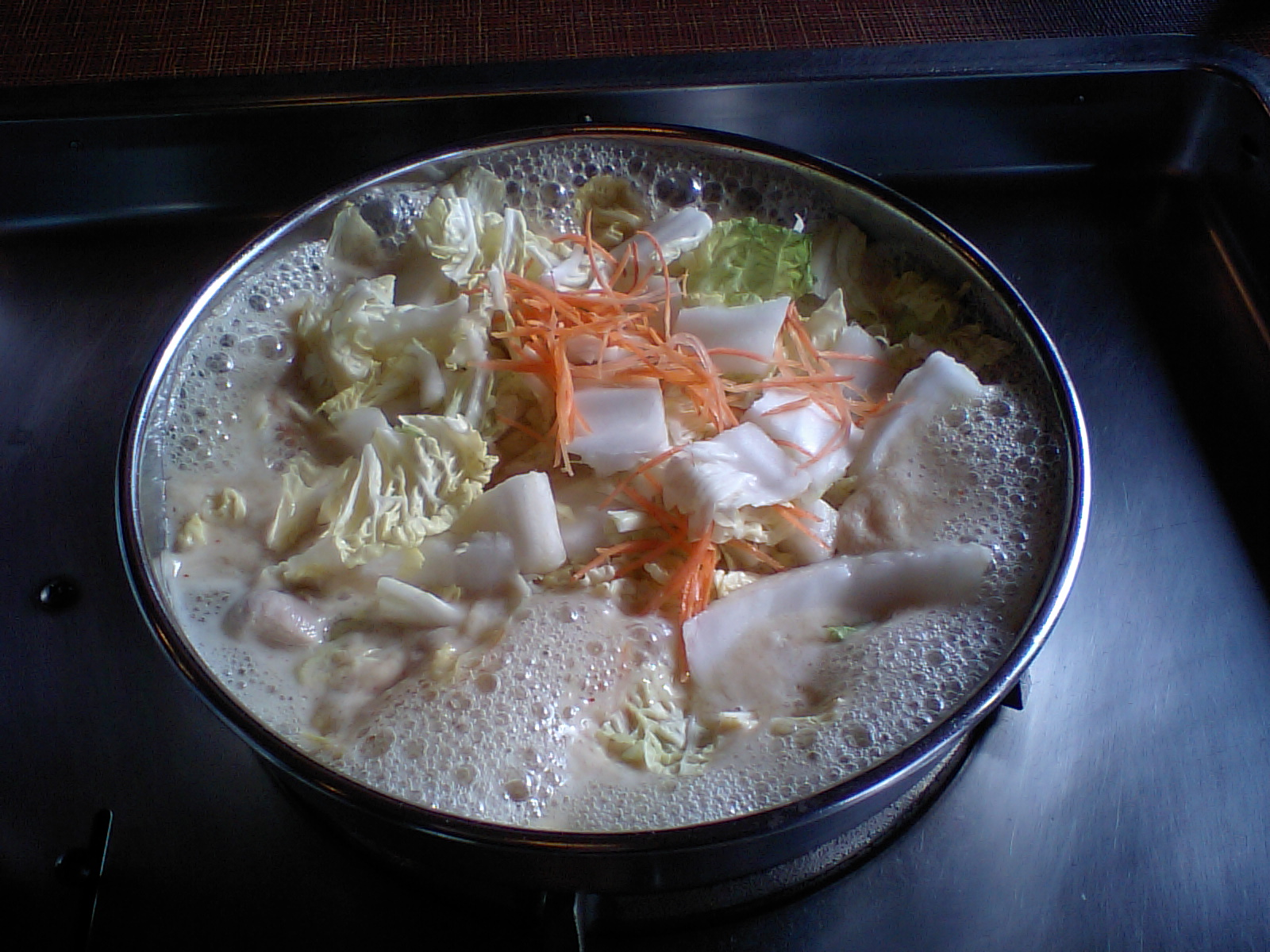
とり野菜

とり野菜（とりやさい）は、石川県地方の鍋料理である。とり野菜鍋とも呼ばれる。
調味味噌であるとり野菜みそを使用し、鍋に肉や野菜などの身近な食材を入れて食べる家庭料理である。締めにうどんや中華麺を入れることがある。

## とり野菜みそ
とり野菜みそは、大豆と米麹から作る味噌を基本とした調味味噌である。鍋に使用する以外にも、魚や肉を漬けて焼き物にするなどの使い方もされている。石川県内のスーパーなどで一般に販売されるほか、通信販売も行われている。製造販売するまつやによると、北前船の廻船問屋を営んでいたまつや初代当主の松屋和平が、長く過酷なことが多く、身体を壊す船乗りが多かったと言われている当時の北前船航海に対して「厳しい航海を無事に乗り切るためには、船上で栄養価の高い食事を摂らせることが必要不可欠」と願い、考案されて作られたと言われている。「とり野菜」の「とり」は鶏肉のことではなく、不足しがちな野菜や栄養を「摂る」という意味からきているという。
2015年2月26日に日本テレビ系列で放送されたバラエティ番組『秘密のケンミンSHOW』によれば、とり野菜みそは「鍋の素」の元祖であり、鍋の締めは雑炊が定番という。
2017年夏から漫画家の東村アキコを起用したテレビCMによって認知度が上がった結果、売上は前年同月比より2-3割程度増えたという。また、「鍋の素の完成度を高めすぎると、特定の食材しか合わないようになる」という理由から、どんな食材にも合うようにここ10年ほどの間にも数回、味を微調整しているという。
滋賀県長浜市の店舗「びわこ食堂」が販売しているとりやさいみそとは名前や調味味噌という点こそ類似しているが、無関係である。

### コラボレーション商品
下記以外に味噌まんじゅうや味噌だれなども販売されている。
ハチバン
2011年に鍋スープ「とり野菜みそ煮込みらーめん」を発売
マルサンアイ
2012年に袋ラーメン「とり野菜みそ 豆乳鍋スープ」を発売。
イトメン
2013年にカップラーメン「イトメン とり野菜みそらーめん」を発売。
山崎製パン
2017年に惣菜パン「ランチパック みそ&たまご（とり野菜みそ使用）」を発売。
北陸製菓
2022年に揚げあられ「とり野菜みそビーバー」を発売。

## とり白菜
同じ石川県の鍋料理であるとり白菜も「とり野菜」と呼ばれることがある。とり白菜は、鍋に鶏肉とハクサイを入れて加熱し、生卵入りの醤油だれにつけて食べる料理である。2010年に石川県庁が公表した、地元住民が食べ親しんでいる「各市町の地域特産料理」では、かほく市の地域特産料理として「とり野菜」と「とり白菜」が双方とも挙げられている。